# Bahna (Mihăileni)
Il fiume  Bahna è un affluente del fiume Siret in Romania. Scorre nel distretto di Botoșani, nei comuni di Mihăileni e Vârfu Câmpului.